# Nordwestliche Insel
Die Nordwestliche Insel ist eine inselartige Gruppe kleiner und abgelegener Berge im ostantarktischen Königin-Maud-Land. Sie bilden den nördlichen Ausläufer des Alexander-von-Humboldt-Gebirges im Wohlthatmassiv.
Entdeckt und deskriptiv benannt wurden sie bei der Deutschen Antarktischen Expedition 1938/39 unter der Leitung des Polarforschers Alfred Ritscher.